# 13 (число)
13 (трина́дцять) — Натуральне число між 12 і 14.

## Математика
- восьме число Фібоначчі
- шосте просте число
- четверте щасливе число
- друге просте Вілсона
- Сума квадратів перших двох простих чисел: 13 = 22 + 32

## Релігія, міфологія
У старшому аркані таро число 13 відповідає смерті.

### Забобони
Боязнь числа 13 називається трискайдекафобією (грец. τρισκαιδεκαφοβία, від τρισκαίδεκα — «тринадцять»). Окремий випадок трискайдекафобії — страх перед «п'ятницею, 13-го» відомий як параскаведекатріафобія (від грец. Παρασκευή — «п'ятниця») чи фриггатрискаїдекафобія (від імені богині Фрігг, на чию честь названа п'ятниця у германських мовах).

## Дати
- 13 рік, 13 рік до н. е.